# Великий Ліс (ботанічна пам'ятка природи, Виноградівський район)
Вели́кий Ліс — ботанічна пам'ятка природи місцевого значення в Україні. Розташована в межах Виноградівського району Закарпатської області, на захід від села Шаланки. 
Площа 1,5 га. Статус надано згідно з рішенням облвиконкому від 23.10.1984 року № 253 (увійшла до складу заповідного урочища «Боржава»). Перебуває у віданні ДП «Виноградівське ЛГ» (Шаланківське лісництво, кв. 1, вид. 1). 
Статус надано з метою збереження частини лісового масиву в заплаві річки Боржави. Зростають високопродуктивні насадження дуба.